# Cidade de Bruxelas
A Cidade de Bruxelas (francês: Bruxelles-Ville ou Ville de Bruxelles, neerlandês: Stad Brussel) é a maior comuna da Região da Capital Bruxelas que, por sua vez, é a capital da Bélgica.
Da mesma forma como a Cidade de Londres é diferente de Londres, a Cidade de Bruxelas é diferente de Bruxelas. Entretanto, a expansão da cidade foi paralisada numa fase posterior que a cidade de Londres, de modo que, para além do antigo centro de Bruxelas, as cidades de Haren, Laeken e Neder-Over-Heembeek ao norte, e a Avenida Louise e o parque Bois de la Cambre, ao sul, estão incluídos.
Em 1 de janeiro de 2006, a Cidade de Bruxelas tinha uma população total de 144.784 habitantes. A área total era de 32,61 km², resultando numa densidade populacional de 4.440 habitantes por quilômetro quadrado. Em 2007, havia aproximadamente 50 mil estrangeiros residentes na Cidade de Bruxelas.

Grand-Place de Bruxelas
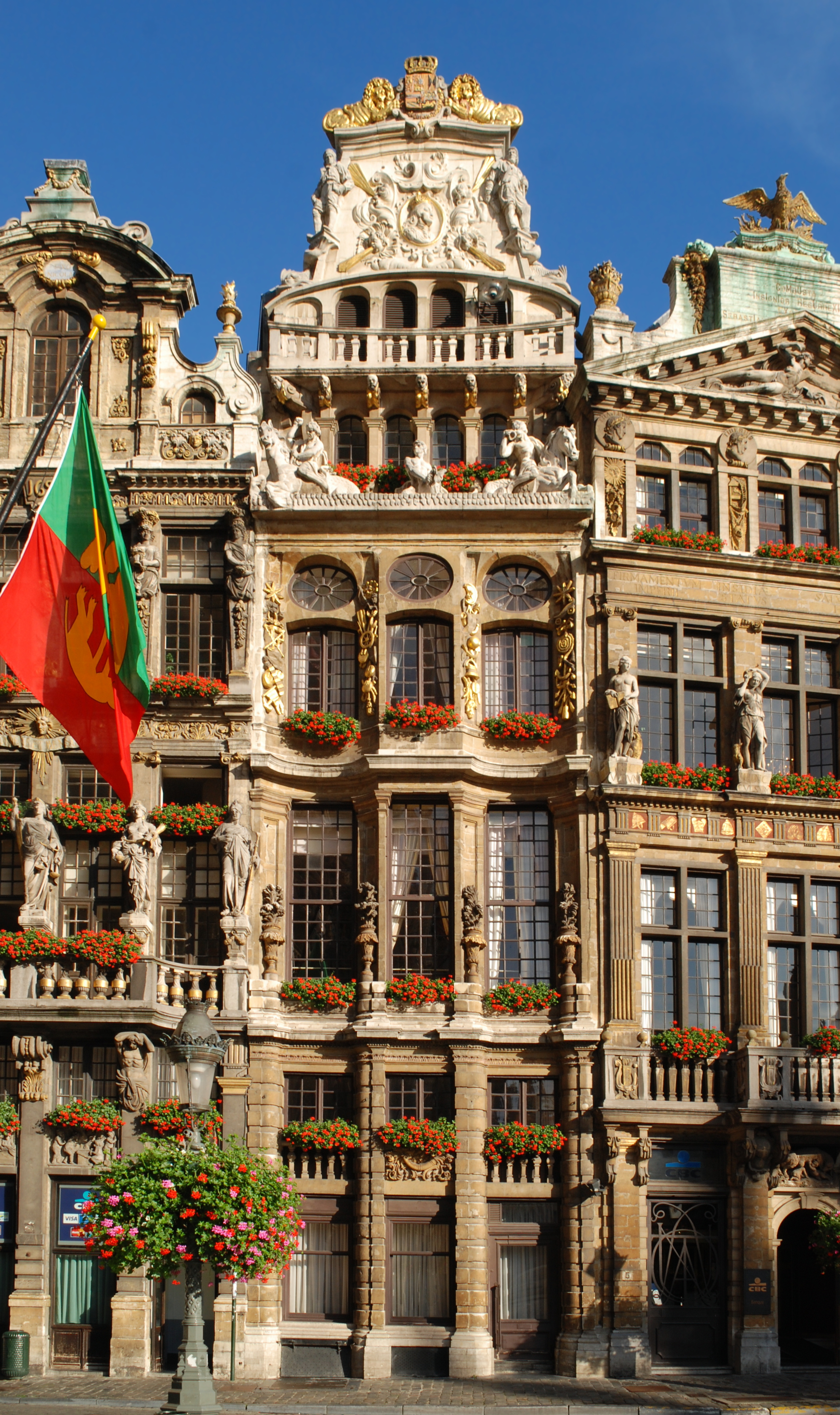
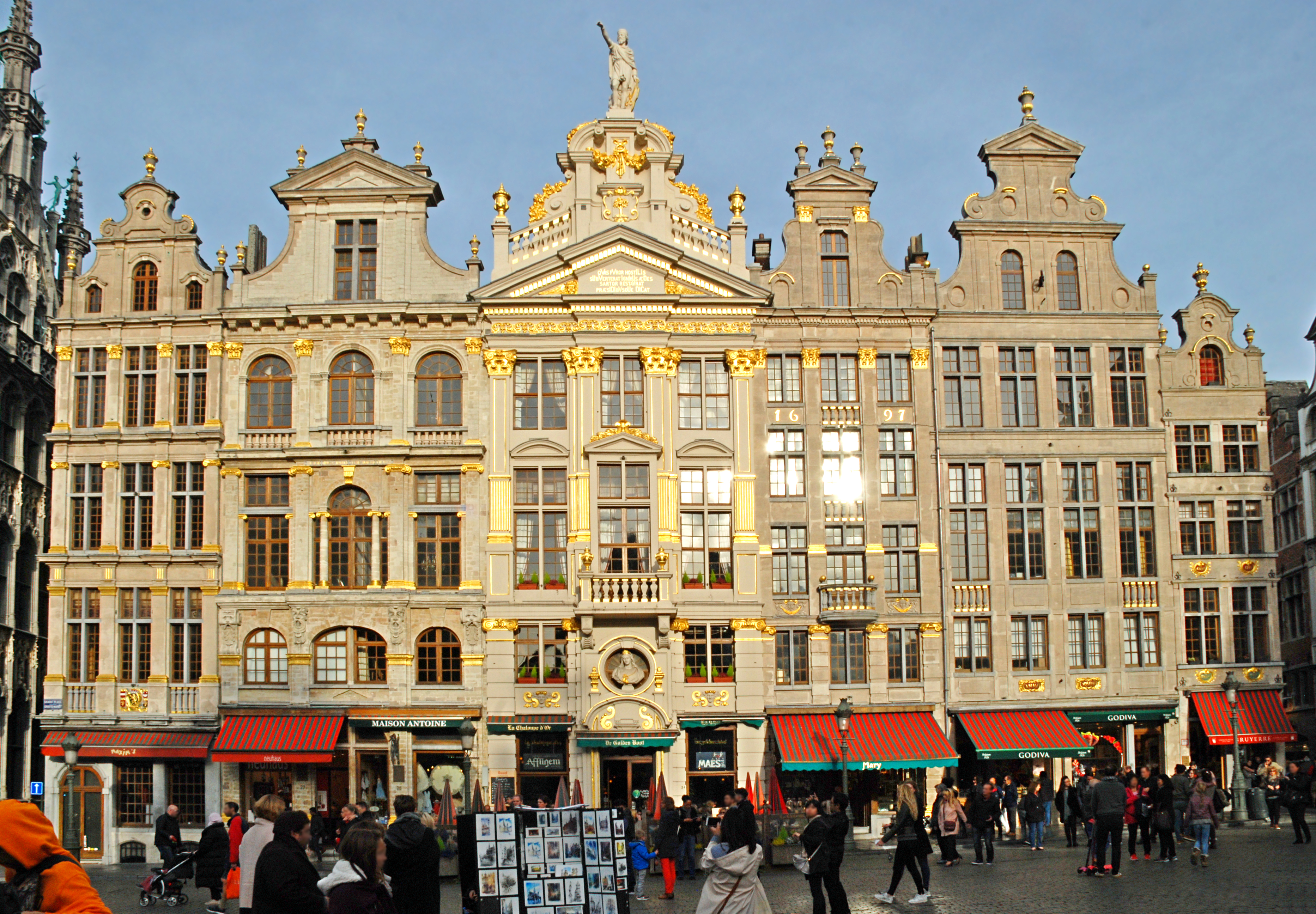
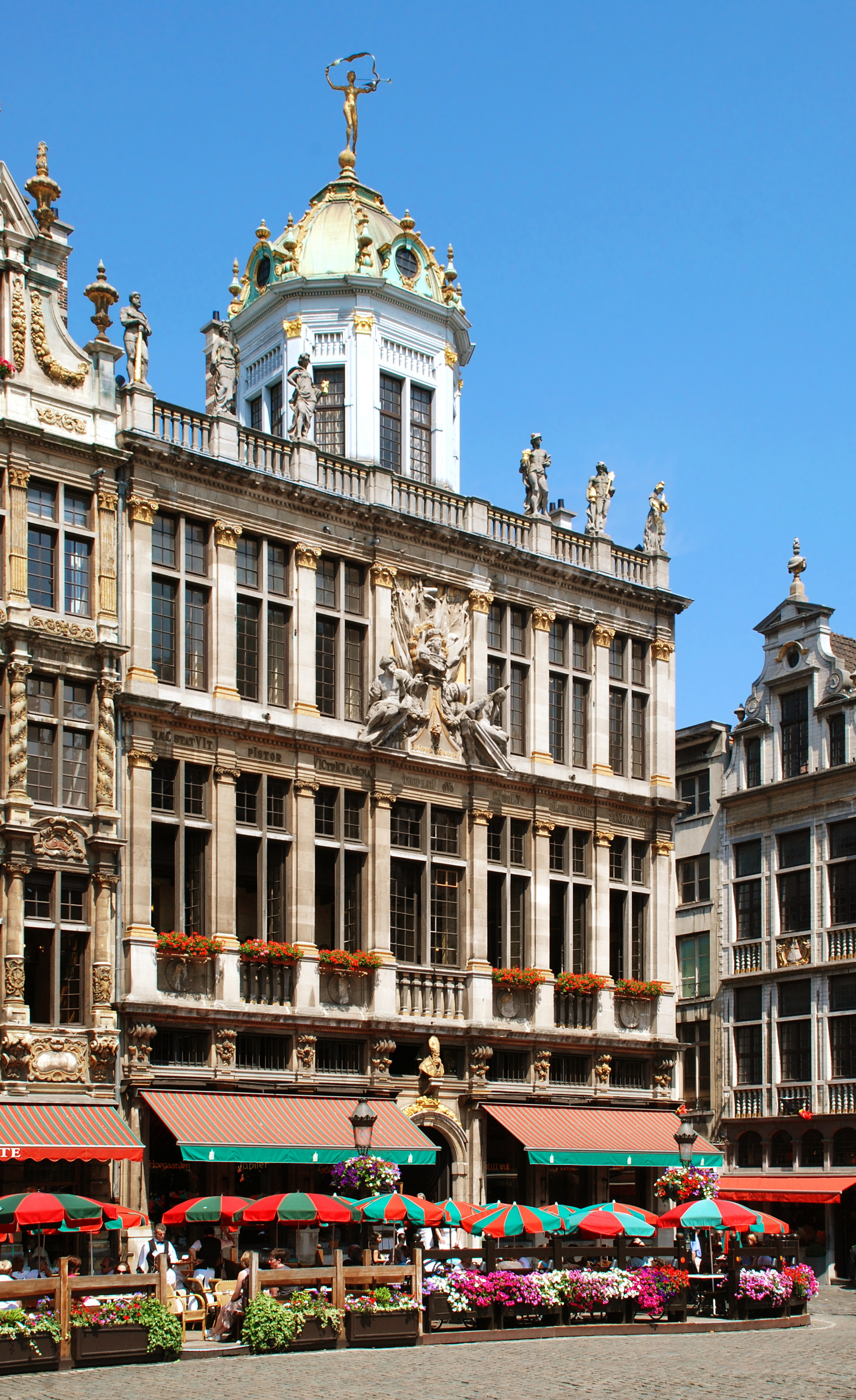